# Las Palmas, Huajuapan de León
Las Palmas är en ort i Mexiko.   Den ligger i kommunen Heroica Ciudad de Huajuapan de León och delstaten Oaxaca, i den sydöstra delen av landet, 230 km sydost om huvudstaden Mexico City. Las Palmas ligger 1 727 meter över havet och antalet invånare är 363.
Terrängen runt Las Palmas är kuperad. Runt Las Palmas är det ganska glesbefolkat, med 24 invånare per kvadratkilometer. Närmaste större samhälle är Ciudad de Huajuapan de León, 2,9 km öster om Las Palmas. I omgivningarna runt Las Palmas växer huvudsakligen savannskog.